# 서울농아인협회
서울농아인협회(-聾啞人協會, Seoul Association of the Deaf)는 1981년 3월에 설립된 서울특별시의 농아인 대표단체이다.

## 목적
청각 · 언어 장애인들에게 사회적, 교육적, 문화적 재활복지서비스와 일상생활에 필요한 정보를 제공하여 건전한 사회참여 의식을 고취시켜, 사회적 자립을 유도하고, 모자보건 사업으로 청각· 언어장애인 발생을 예방하며, 교양교육 및 시청각교육으로 의식개혁과 사회과 사회적응력을 배양시켜 사회구성원으로서의 정착을 유도한다. 또한 비장애인에게 수어를 홍보하고, 청각·언어장애인에 대한 인식 교육을 통해 사회적 편견 해소 및 인식개선을 도모한다.

## 산하기관
- 서울농아인협회 청년회
- 여성회
- 노인회

## 지부
- 강남구 지부
- 강서구 지부
- 마포구 지부
- 용산구 지부